# Wapella (Illinois)
Wapella – wieś w Stanach Zjednoczonych, w stanie Illinois, w hrabstwie DeWitt.